# Hasler
Pour les articles homonymes, voir Hasler (homonymie).
Hasler était une société de l'industrie des télécommunications suisse. En 1987, elle a fusionné avec Autophon et Zellweger pour former ASCOM. 

## Histoire
- 1852 : l'atelier fédéral de construction des télégraphes[A 1] est créé par le Conseil fédéral.
- 1865 : l'entreprise est privatisée  par Gustav Adolf Hasler (1830-1900) et Albert Escher.
- 1898 : reprise de l'entreprise par son fils Gustav Hasler (1877-1952) et création de nouveaux domaines.
- 1948 : création de la Fondation Hasler. L'entrepreneur, sans héritiers, lui lègue ses entreprises.
- 1971 : le système de commutation télex T200, première centrale Telex numérique dirigée par un ordinateur développé et construit par Hasler.
- 1987 : Hasler, Autophon et Zellweger fusionnent pour former  Ascom Holding[A 2].
- 2007 : la Fondation Hasler vend sa participation dans Ascom Holding[3].